# 판스타스
판스타스(Pan-STARRS, Panoramic Survey Telescope and Rapid Response System, Pan-STARRS1; 관측 코드: F51 및 Pan-STARRS2 관측 코드: F52)은 천문 카메라, 망원경 및 측량을 수행하는 컴퓨팅 시설로 구성된다. 할리아칼라 천문대에 위치한다. 지속적으로 움직이거나 가변적인 물체에 대한 하늘을 측정하고 이미 감지된 물체의 정확한 천문학 및 측광을 생성한다. 2019년 1월에 두 번째 판스타스 데이터 공개가 발표되었다. 1.6페타바이트로 지금까지 공개된 천문학 데이터 중 가장 큰 규모다.

## 같이 보기
- LSST